# Uni Girls
Uni-Girls為中華職業棒球大聯盟統一7-ELEVEn獅專屬啦啦隊。2006年統一獅球團邀請專業舞團「迪娃獅」（Divas）來專任統一獅啦啦隊，2009年改名為「Uni-Girls」

## 經歷
2018年9月，Uni-Girls配合年度女孩日發行第一支單曲《Wake Up》慶祝成立十週年。
2019年5月4日，統一7-ELEVEN獅於澄清湖棒球場舉行「榮耀30-女孩世代」主題日邀請Uni-Girls學姊回娘家，包括初代DIVAS成員Endo、妞妞、雅雅及凱莉絲（個人名義出席），以及已畢業的成員林采欣、貝貝Chelsea、彭彭、小文、貝希、Ida、橘子、穎兒、泡泡及Kiwi都到場，並與現役成員一起合作開場表演。
2020年10月，Uni-Girls發行第二支單曲《Can't Touch That》。
2022年引入啦啦隊員背號系統，為中華職棒各球團專屬啦啦隊第四支擁有跟球員一樣的背號系統。
2024年3月10日，Uni Girls舉辦新球季發表會，除了宣布啦啦隊的新制服、主題曲外，更宣布加入兩位前日職埼玉西武獅啦啦隊成員希美跟千紘，成為Uni Girls隊史首批日籍啦啦成員。
2024年7月1日，Uni Girls下半季再次官宣來自韓國蔚山的女神趙娟週正式加盟統一獅啦啦隊，成為隊上首位韓籍成員。
2025年7月2、3日，Uni Girls於中華職棒明星賽前接連兩日宣布於下半季加盟兩位來自於韓國職棒斗山熊啦啦隊的成員文慧真與安惠志。

## 成員

### 管理團隊
| 職稱     | 藝名本名英文       | 備註 |
| 舞蹈總監 | 詩詩鄭詩縈Shihshih | 2024年起擔任舞蹈總監 |
| 秩序總監 | 妮妮林欣妮Nini     | 2024年起擔任秩序總監曾為台灣啤酒啦啦隊、富邦勇士啦啦隊成員。2021年同步加入臺南台鋼獵鷹啦啦隊Wings Girls。                                   |
| 服裝總監 | 芮絲楊佳柔lris     | 2024年起擔任服裝總監曾獲選中職棒球女孩, 於2017亞冠賽擔任中職代表隊啦啦隊2021-2023年為台灣啤酒英熊啦啦隊小調啤成員,2024加入SBL彰化柏力力女孩 |
| 總務總監 | 曼萍伊曼萍Manping  | 2024年起擔任總務總監2019年參加《聲林之王2》。2021-2023年為台灣啤酒英熊啦啦隊小調啤成員。2023年同步加入新北國王啦啦隊Queens。                |
| 隊長     | 幼齒廖思旻Yuki     | 2021年起擔任隊長曾為舞團HERA團員、現為舞團Single Lady團員。2021-2023年為台灣啤酒英熊啦啦隊小調啤成員。2023年同步加入新北國王啦啦隊Queens。  |
| 副隊長   | 賴賴賴薏婷Wenzi    | 2021年起擔任副隊長舊藝名「蚊子」。14歲加入綜藝節目《我愛黑澀會》出道。2019年參加《聲林之王2》                                               |

### 目前成員
| 入隊年 | 藝名本名英文       | 生日       | 身高 | 專屬背號 | 備註 |
| 2011   | 妮妮林欣妮Nini     | 1987/11/02 | 165  | 22       | 1.曾為台灣啤酒啦啦隊、富邦勇士啦啦隊成員。2.2021年同步加入臺南台鋼獵鷹啦啦隊Wings Girls。 |
| 2016   | 幼齒廖思旻Yuki     | 1992/04/11 | 163  | 9        | 1.曾為舞團HERA團員、現為舞團Single Lady團員。2.2021-2023年為台灣啤酒英熊啦啦隊小調啤成員。3.2023年亞洲職棒冠軍爭霸賽應援啦啦隊成員。4.2023年同步加入新北國王啦啦隊Queens。                                                                           |
| 2018   | Yovia孔彩熙        | 1994/03/18 | 160  | 18       | 2020年同步加入Lcg Entertainment旗下女子團體「L.C.G.勵齊女孩」，擔任rapper及副唱。 |
| 2019   | Mina吳綵冞         | 1993/08/30 | 165  | 14       | 1.曾在2015參與徵選。2.2021年同步加入臺南台鋼獵鷹啦啦隊Wings Girls。3.2024年8月同步加入PSG Talon啦啦隊塔龍女孩成員。 |
| 2020   | 詩詩鄭詩縈Shihshih | 1991/02/16 | 161  | 16       | 2024年起擔任舞蹈總監 |
| 2020   | 芮絲楊佳柔Iris     | 1991/08/30 | 153  | 30       | 1.曾獲選中職棒球女孩，於2017亞冠賽擔任中職代表隊啦啦隊2.2021-2023年為台灣啤酒英熊啦啦隊小調啤成員。3.2024加入SBL彰化柏力力女孩 |
| 2020   | 少少杜少榛Jane     | 1991/09/26 | 167  | 8        | 1.曾為綜藝節目《我愛黑澀會》班底，後為《國光幫幫忙》助理主持人（國光女神隊長）。 2.2021年同步加入臺南台鋼獵鷹啦啦隊Wings Girls。 |
| 2020   | 賴賴賴薏婷Wenzi    | 1992/11/09 | 153  | 99       | 1.現任Uni-Girls副隊長。 2.舊藝名「蚊子」。3.14歲加入綜藝節目《我愛黑澀會》出道。 4.2019年參加《聲林之王2》 |
| 2020   | 曼萍伊曼萍Manping  | 1994/07/20 | 157  | 1        | 1.2019年參加《聲林之王2》。 2.2021-2023年為台灣啤酒英熊啦啦隊小調啤成員。3.2023年同步加入新北國王啦啦隊Queens。 |
| 2020   | 瑟七林沂玟Seul     | 1999/02/13 | 161  | 47       | 1.2021-2025年為新竹御頂攻城獅啦啦隊慕獅女孩。2.2023年亞洲職棒冠軍爭霸賽應援啦啦隊成員。3.2026年世界棒球經典賽資格賽啦啦隊CT AMAZE成員。 |
| 2020   | Joy李佳穎          | 2000/05/21 | 165  | 91       | 1.2020年同步加入Lcg Entertainment旗下女子團體「L.C.G.勵齊女孩」。2.2021-2023年為台灣啤酒英熊啦啦隊小調啤。3.2023年同步加入新竹御頂攻城獅啦啦隊慕獅女孩。4.2026年世界棒球經典賽資格賽啦啦隊CT AMAZE成員。                                             |
| 2021   | 小美陳美錡Maggie   | 1997/11/04 | 167  | 7        | 1.2021-2023年為台灣啤酒英熊啦啦隊小調啤成員。2.2023年同步加入高雄17直播鋼鐵人啦啦隊鋼鐵女神雅典娜。 |
| 2021   | 斐棋許斐棋Faye     | 1997/11/24 | 160  | 11       | 1.過去曾為莊敬高職校花，亦曾參與過娛樂百分百女孩選拔。2.2021-2023年為臺南台鋼獵鷹啦啦隊Wings Girls成員。3.2022年加入全明星運動會第四季，擔任紅隊經理。4.2023年同步加入新竹御頂攻城獅啦啦隊慕獅女孩。5.2026年世界棒球經典賽資格賽啦啦隊CT AMAZE成員。 |
| 2021   | 柔一黃潔柔Rouyi    | 1999/01/13 | 162  | 61       | 1.舊藝名「柔伊」。2.曾為中華專屬啦啦隊CT girls成員，並曾擔任中華職棒桃園國際棒球場的球僮。3.2021年同步加入新竹御頂攻城獅啦啦隊慕獅女孩。4.堂妹為台鋼雄鷹、臺南台鋼獵鷹啦啦隊WING STARS成員黃澄澄。                                                   |
| 2022   | 一七林怡青Bubble   | 1996/04/22 | 156  | 17       | 現同步為新竹御頂攻城獅啦啦隊慕獅女孩成員。 |
| 2024   | 包子楊惠涵Baozi    | 2001/01/14 | 162  | 88       | 2022年同步加入臺南台鋼獵鷹啦啦隊Wings Girls成員。 |
| 2024   | 侯芳HouRina        | 2001/05/09 | 165  | 59       | 1.現同步為新竹御頂攻城獅啦啦隊慕獅女孩成員。2.2026年世界棒球經典賽資格賽啦啦隊CT AMAZE成員。 |
| 2024   | 千紘Chihiro        | 11/27      | 156  | 71       | 2022-2023年曾為日本職棒埼玉西武獅官方啦啦隊bluelegends成員。 |
| 2024   | 希美日野希美Nozomi | 2002/03/23 | 159  | 23       | 1.2021年曾為日本職棒讀賣巨人啦啦隊VENUS成員。2.2022-2023年曾為日本職棒埼玉西武獅官方啦啦隊bluelegends成員。 |
| 2024   | 趙娟週조연주YeonJu | 1999/06/04 | 167  | 77       | 1.2021-2023曾為樂天巨人以及蔚山現代摩比斯太陽神啦啦隊成員。2.2024年同步為桃園璞園領航猿啦啦隊Pilots Crew成員。3.目前同步為SSG登陸者啦啦隊成員。 |
| 2025   | 文慧真문혜진Hyejin | 1998/11/19 | 166  | 28       | 目前同步為斗山熊啦啦隊成員。 |
| 2025   | 安惠志안혜지Hyeji  | 2001/10/20 | 174  | 25       | 目前同步為斗山熊啦啦隊成員。 |

### 離隊成員
| 年分              | 名字本名          | 出生年月日 | 專屬背號 | 經歷 | 備註 |
| 2006-2014         | Endo陳恩玲        | 1983/04/09 | 不適用   | Divas隊長、Uni Girls元老成員與隊長。第一代四大元老成員之一。 曾於2007、2008年連續兩年隨隊出征日本東京巨蛋、參與亞洲職棒大賽演出。 成立藝維克國際娛樂經紀公司，培養多位啦啦隊成員。現為統一獅Uni-Girls的負責人。                                                                       | 2015年球季開始專任管理、編舞及教學，不再演出。 配偶為P+ League新竹攻城獅總教練暨SBL球星林冠綸。 |
| 2006-2014         | 彭彭徐彭思婷      |            | 不適用   | 2006-2014 Uni Girls | 2015因個人因素離隊。 配偶為富邦悍將前投手張立帆(原名張耀文)。 |
| 2006-2011         | 妞妞Sophia黃聖家  | 1983/03/21 | 不適用   | Divas創團團長、迪娃獅首任隊長、第一代四大元老成員之一。 曾於2007、2008年連續兩年隨隊出征日本東京巨蛋、參與亞洲職棒大賽演出。 SBL台灣啤酒啦啦隊隊長(2005-2017)。 ELTA愛爾達體育台節目主持人。 直播NBA和日本職棒球賽串場及賽後Call Out主持人(2009-2010)。 活動圈知名主持人(2004-2011)。 | 2010年秋天前往美國芝加哥攻讀碩士。 現退出showgirl圈，定居美國芝加哥，從事財務金融業。 現任芝加哥台美商會青商部會長及北美洲台灣商會聯合總會青商部祕書長(2018-2019)。 2023年當選第五屆海外十大傑出青年。                                          |
| 2006-2011         | 雅雅Sabrina楊雅安 |            | 不適用   | 第一代四大元老成員之一。 曾於2007、2008年連續兩年隨隊出征日本東京巨蛋、參與亞洲職棒大賽演出。 | 現退出showgirl圈。 曾定居港澳五年。 現任職寶悍運動行銷公司。 |
| 2008-2010         | 貝貝Bae林貝芳     | 1986/05/20 | 不適用   | 藝名林采欣，歌手 | 第二代四大元老成員之一。 曾於2008年連續隨隊出征日本東京巨蛋、參與亞洲職棒大賽演出。 2010年7月11號在統一獅台南主場發表個人為統一獅創作之歌<準備好了沒>。                                                                                         |
| 2009              | 妖嬌陳詩筠        | 1986/06/09 | 不適用   | 本名陳美燕，曾是女團我愛黑澀會成員。 2013-2015義大犀牛犀睛女孩。 | 2009加入 |
| 2010-2013         | 貝貝Chelsea林貝珊 | 1985/05/09 | 不適用   | 女子團體Sun Lady成員 | 2022年加入柏力力女孩 |
| 2013              | 寶兒曹纁曖        | 1986/05/09 | 不適用   | 2013 Uni girls 、2015，2018 Passion Sister、2020-2021 Rakuten Girls、2021-2023 小調啤 | 2013短暫支援Uni Girls復古祭活動。 2015加盟中信兄弟啦啦隊Passion Sisters。 2020加盟樂天桃猿啦啦隊Rakuten Girls。 2021加盟台灣啤酒英熊啦啦隊小調啤。                                                                                              |
| 2013-2014         | 小文林文          | 1990/07/27 | 不適用   | 淡江大學英文系畢業 《打擊出去》節目啦啦隊 | 2014年5月16日因「翻白眼」爭議事件引起新聞，2014球季中離隊，仍活躍於showgirl圈。 2019年加入東南亞職業籃球聯賽寶島夢想家啦啦隊「Formosa Sexy」。 2020年加入Lcg Entertainment旗下女子團體「L.C.G.勵齊女孩」。 2021年同步加入新北國王啦啦隊Queens。 |
| 2014-2015         | 貝希邱玉菱        | 1986/5/8   | 不適用   | 全民最大黨Party Girl | Power Me Girls 啦啦隊經紀人 |
| 2014-2015         | 蓓蓓許蓓華        |            | 不適用   | 2014 Uni Girls | 現專任展場活動主持，現任8891汽車女主持。 |
| 2006-2016         | 凱莉絲洪于晴      | 1985/04/08 | 不適用   | Divas第一代四大元老成員之一。 曾於2007年隨隊出征日本東京巨蛋、參與亞洲職棒大賽演出。 東森羚羊啦啦隊(2005-2007)。台灣啤酒啦啦隊(2007-2008) | 2016年離隊。 2018年開季前加入Lamigirls。 |
| 2011-2016         | 橘子甘煖琳        | 1984/06/19 | 不適用   | 前台灣女子團體魔電女孩成員。 羅志祥演唱會專職舞者 2021/05/05藝人李國毅宣布與甘煖琳結婚。 | 2016年離隊。 |
| 2014-2016         | Ida吳瑞婷         | 1983/02/04 | 不適用   | 前台灣女子團體i.n.g。 魔電女孩成員。 《打擊出去》節目啦啦隊。 配偶為台灣動靜樂團吉他手紅雨。 | 2016年離隊。 |
| 2015-2016季前離隊 | 琪琪劉怡琪        | 1989/08/26 | 不適用   | 2014義大犀牛啦啦隊犀睛女孩。 2015 Uni Girls、2015棒協所屬棒球女孩。 2016參與Lamigo桃猿啦啦隊Lamigirls徵選未選上。 | 2019年末加入Go Beauties小龍女。 |
| 2015-2016         | 艾庭郭艾庭        |            | 不適用   | 2015-2016年Uni Girls成員。 | 2016年離隊。 |
| 2015-2016         | 穎兒陳沁枟        | 1991/12/26 | 不適用   | 曾使用過舊名陳奕吟，舞團HERA成員。 舞團Single lady團長 | 2020年加入富邦悍將啦啦隊Fubon Angels。 |
| 2015-2016         | Kiwi林家莉        | 04/23      | 不適用   | 《打擊出去》節目啦啦隊。 2011天氣女孩。 2019Formosa Sexy。 2021Wings Girls。 | 2019年加入東南亞職業籃球聯賽寶島夢想家啦啦隊「Formosa Sexy」。 2021年加入臺南台鋼獵鷹啦啦隊Wings Girls。 |
| 2016              | Julie林忻怡       | 1991/07/10 | 不適用   | 周杰倫演唱會專職舞者 | 2016加入。 2017年加入富邦悍將啦啦隊Fubon Angels。 2020加入中信兄弟啦啦隊Passion Sisters。 |
|                   | 安安陳韻安        |            | 不適用   | | |
| 2015-2017季中離隊 | 泡泡張孟容        |            | 不適用   | 畢業於國立臺灣體育運動大學。 富邦勇士啦啦隊、中堃獵鷹排球啦啦隊。 | 因結婚生子而離隊。 |
| 2017-2018季中離隊 | Yuri陳怡叡        | 1995/06/29 | 不適用   | 《明星志願-星之守護》手遊廣告。 《倚天屠龍記》 手遊廣告。 DADASUPREME 年度型錄。 Filter017糖衣女孩。 | 2019開季前加入Lamigirls。 |
| 2017-2019季前離隊 | 軒軒吳軒宜        | 1995/07/21 | 不適用   | 南台科技大學行銷與流通管理系。 Goddess加蒂思舞團團員。 MIMI Bella職業舞團團員。 | 2019年末加入Go Beauties小龍女。 2020年同步加入Lcg Entertainment旗下女子團體「L.C.G.勵齊女孩」。 |
| 2017-2019年5月底  | 心璇張怡萱        | 1994/10/12 | 不適用   | 嘉南藥理大學 醫藥化學系。 原藝名璇璇，2019年1月16日啟用新藝名心璇。 《7-11植得期待》廣告。 | 因生涯規劃提前離隊。 2019年末加入Go Beauties小龍女。 2020年同步加入Lcg Entertainment旗下女子團體「L.C.G.勵齊女孩」。 |
| 2014-2019         | 草莓游欣芸        |            | 不適用   | 文化大學舞蹈系 達欣虎啦啦隊。 臺灣銀行啦啦隊。 澳門海立方賭場舞者。 周華健王心凌豬哥亮蔡小虎演唱會藝人專職舞者。 2017亞冠賽擔任中職代表隊啦啦隊。 | 2020季前因生涯規劃離隊。 |
| 2015-2019         | 小旻張聖旻        |            | 不適用   | 國立體育大學舞蹈系。 澳門金莎賭場舞者。 | 2020季前因生涯規劃離隊。 |
| 2017-2019         | 葛瑞絲黃咸慈      |            | 不適用   | 真理大學。 舞團Single Lady團員。 | 2020季前因生涯規劃離隊。 |
| 2017-2019         | 馬妹馬萱庭        | 1996/07/01 | 不適用   | 輔仁大學大眾傳播系。 2016輔仁大傳美女月曆。 | 2020季前自行宣布因生涯規劃離隊。 2021年加入Go Beauties小龍女。 |
| 2010-2020         | Albee張馨儀       | 1986/09/29 | 不適用   | 文化大學舞蹈系 | 台灣啤酒啦啦隊。 2016~2019年擔任隊長。2021年季前離隊。 |
| 2017-2020         | 妮可楊昀蓁        | 1995/06/29 | 不適用   | 興國管理學院模特兒與展演學系 | 國際旅遊小姐、世界大學小姐。 2020年擔任隊長，2021年季前離隊，並於同年加入Passion Sisters。 |
| 2018-2020         | 辰羚張辰羚        | 1995/11/13 | 不適用   | 國立台灣戲曲學院劇場藝術科 | 2016Rhino angels。 2021季前自行宣布因生涯規劃離隊，並於同年加入高雄鋼鐵人啦啦隊鋼鐵女神雅典娜。 |
| 2018-2020         | Emily簡庭         | 10/09      | 不適用   | | 2021年季前離隊。 |
| 2021              | 妙妙張妙慈        | 10/06      | 不適用   | 長榮大學運動競技學系 | 2021加入。 2022年季前離隊 2018年-2020年曾擔任中華職棒（CPBL）臺南市立棒球場票務工讀生。 |
| 2019-2023         | 咪雅李佳欣        | 1996/07/12 | 3        | 台北市立大學幼兒教育學系 | 2019年入團。 2024年季前離隊 ASUS VIVOBOOK校園大使。 |
| 2022-2023         | 姍姍張筠姍        | 2000/10/21 | 33       | 實踐大學企業管理學系 | 2024年季前離隊 2021-2023年為新竹街口攻城獅啦啦隊慕獅女孩成員。 |
| 2023              | Laura藍辰語       | 1989/09/02 | 20       | 前Luxy Girls成員 | 舊名為籃詩婷，2023加入。 2024年季前離隊 |
| 2023              | Dora洪葳          | 1997/07/23 | 77       | 現為高雄鋼鐵人啦啦隊鋼鐵女神雅典娜隊長。 | 2023加入。 2024年季前離隊，並於同年加入Rakuten Girls |
| 2022-2024         | 艾璐李亞璇        | 1991/03/07 | 37       | 前Rakuten Girls成員。 曾為桃園領航猿啦啦隊Pilots Crew。 曾為台鋼獵鷹啦啦隊Wings Girls | 中華職棒首位公開已婚的現役啦啦隊員。 配偶為統一獅投手胡智爲。 因懷孕與人生規劃，於球季後引退。 |

### 歷任隊長與副隊長
| 年份 | 隊長  | 副隊長       |
| 2014 | Endo  | 無副隊長職位 |
| 2015 | Endo  | 無副隊長職位 |
| 2016 | Albee | 無副隊長職位 |
| 2017 | Albee | 無副隊長職位 |
| 2018 | Albee | 無副隊長職位 |
| 2019 | Albee | 無副隊長職位 |
| 2020 | 妮可  | 無副隊長職位 |
| 2021 | Yuki  | 賴賴         |
| 2022 | Yuki  | 賴賴         |
| 2023 | Yuki  | 賴賴         |
| 2024 | Yuki  | 賴賴         |
| 2025 | Yuki  | 賴賴         |

## 音樂作品
| 年份       | 歌名                 | 備註       |
| 2018年9月  | 《Wake Up》          | 第一首單曲 |
| 2020年10月 | 《Can't Touch That》 | 第二首單曲 |
| 2022年9月  | 《Project V》        | 第三首單曲 |
| 2024年9月  | 《Lady Fighter》     | 第四首單曲 |

## 備註
1. ↑  .   [2020-11-08]. （原始内容存档于2022-05-14）.

## 外部連結
- 官方網站 （页面存档备份，存于）
- 統一獅『 Uni-girls 』啦啦隊的Facebook專頁
- 統一獅Uni-Girls啦啦隊的Instagram帳戶